# كارلا هاريمان
كارلا هاريمان (بالإنجليزية: Carla Harryman)‏ ولدت في 11 يناير 1952. هي كاتبة مسرحية وشاعرة أمريكية درست الكتابة الإبداعية في جامعة ميتشيغان. وعملت في مدرسة مليتون هاري للفنون في كليه بارد. تزوجت من الشاعر باريت واتن.

## الحياة العملية
ولدت في أورانج، وتلقت تعليمها في كاليفورنيا -سانت باربرا وجامعة سان فرانسيسكوا
في عام 1979، شاركت في تأسيس مسرح سان فرانسيسكو الشعرى، الذي نظم العديد من المسرحيات التجريبية، بما في ذلك الرجل الثالث وغيرها من المسرحيات.
حصلت هاريمانعلى منح وجوائز من مؤسسة الفنون المعاصرة وصندوق الشعر وأوبرا أمريكا منحة المرحلة التالية مع الملحن إرلينغ ولد)، ومؤسسة اليكساندر جيربود ، ولجنة الفنون المسرحية التابعة لـ الصندوق الوطنى للفنون ، وغيرها.
ومما يميز عمل هاريمان بالشعر المثير للنوع والأداء والنثر. بالإضافة إلى عملها ومواهبها المتعدده، فقد كتبت العديد من المقالات والكتابات التجريبية حول الكتابة المعاصرة للنساء المعاصرات والأداء التجريبي الذي يركز على اللغة، وشاركت في تحرير كتاب مكرس لعمل كاثي آكر

## منشورات
- النسبة المئوية، 1979 ، توومبا (بيركلي، كاليفورنيا)
- تحت الجسر، 1980، هذه الصحافة (بيركلي، كاليفورنيا)
- الملكية، 1982، تومبا (بيركلي، كاليفورنيا)
- ذي ميدل، 1983، غاز بريس (سان فرانسيسكو، كا)
- فيس، 1986، بوتس أند بوتس (هارتفورد، كت)
- الغرائز الحيوانية: النثر، مسرحيات، مقالات، 1989، هذا الصحافة (بيركلي، كاليفورنيا)
- في وضع عام 1992، زاستيرل (تينيريفي، إسبانيا)
- لعبه الذاكرة، 1994، O بوكس (أواكلاند، كاليفورنيا)
- لم يكن هناك ورده بدون شوك، أضواء المدينة (سان فرانسيسكو، كاليفورنيا)
- الكلمات: بعد قصص روتاباغا كارل ساندبورغ وجان بول سارتر، 1994، O كتب (أوكلاند، كاليفورنيا)
- زارع النجوم 2001، أتيلوس (بيركلي، كاليفورنيا
- طفل 2005، أدفنتوريس إن بوتري (نيويورك، نيويورك)
- لم يكن هناك ورده بدون شوك2006، إيكو (باريس، فرنس) ترجمة هناك لم يكن وردة دون شوكة. ترجمة مارتن ريشيت
- الصندوق المفتوح(إمبروفيساتيونس)، 2007، بيلادونا بوكس، (بروكلين، ني)
- شهوة من أجل الحياة: على كتابة كاثي آكر، 2006، فيرسو (نيويورك، نيويورك ولندن، إنجلترا): شارك في تحرير مع ايمي شولدر وأفيتال رونيل.

أدورنو's نويز، 2008، إساي بريس (إيثاكا، ني)
- W - / M--"، 2013، سبليتليفيل تكستس (آن أربور، ميتشجان)